# Шевцов Пилип Іларіонович
Пилип Іларіонович Шевцов (1895, село Федорівка Чернігівської губернії, тепер Брянської області, Російська Федерація — розстріляний 1938, місто Одеса) — український радянський діяч, виконувач обов'язків голови Одеського облвиконкому (1937 р.). Жертва сталінських репресій.

## Життєпис
Член ВКП(б). Перебував на відповідальній радянській роботі.
14 жовтня — 29 грудня 1937 року — виконувач обов'язків голови виконавчого комітету Одеської обласної ради депутатів трудящих.
Заарештований органами НКВС. 10 жовтня 1938 року засуджений до розстрілу. Посмертно реабілітований.